# Pseudopothyne luzonica
Pseudopothyne luzonica là một loài bọ cánh cứng trong họ Cerambycidae.